# You've Got to Pick a Pocket or Two
You've Got to Pick a Pocket or Two è una canzone del musical di Lionel Bart del 1960 Oliver! e dell'omonimo film del 1968. Il musical, debuttato nel West End londinese, è tratto dal romanzo di Charles Dickens Le avventure di Oliver Twist.

## Nel musical
La canzone viene cantata nella quinta scena del primo atto del musical, quando il Dritto conduce Oliver, appena arrivato a Londra, nel covo di Fagin. Oliver crede inizialmente che il luogo in cui Fagin vive con gli altri bambini sia una lavanderia (a causa del gran numero di fazzoletti appesi ovunque), mentre la verità è ben diversa: Fagin è un anziano malfattore che insegna ai bambini a rubare senza farsi notare per diventare maestri nel taccheggio.
Fagin, nella canzone, spiega ad Oliver e al pubblico la propria filosofia di vita e, travestitosi da ricco signore, fa far esercizio ai bambini: questi infatti dovranno rubargli un orologio da taschino, il portafoglio e vari fazzoletti senza che lui se ne accorga.
La canzone, così come l'assolo di Fagin del secondo atto Reviewing the Situation, ha una melodia tipicamente e marcatamente ebraica, proprio a sottolineare le origini del personaggio di Fagin.